# خلافة صكتو
خلافة صُكُتُو (امتدت 1804 - 1903) دولة إسلامية تأسست في شمال نيجيريا ضمت ثلاثين إمارة اعتمدت في ادارتها للقضاء، على اسس مذهب الإمام مالك، وساعدت في توحيد القبائل والممالك في غرب السودان في ظل إدارة واحدة. وتحتل صكتو موقعا فريدا في تاريخ نيجيريا، حيث بدأ فيها العالم الإسلامي ومؤسسها عثمان دان فوديو جهوده لتجديد الفكر الإسلامي وتوحيد مناطق السكان الناطقين بلغة الهوسا تحت ظل إدارة واحدة مركزها المدينة.

## تاريخ
قام ملوك الفلاته في كانو وكاتسينا بجهود كبيرة لنشر الإسلام في المناطق المجاورة، وفي أوائل القرن الـ19 قام الشيخ عثمان بن فودي برفع لواء الجهاد لتجديد الإسلام. وتمكن الشيخ عثمان وأخوه عبد الله من توحيد إمارات الهوسا تحت سلطة مركزية واحدة ممثلة في خلافة صكتو.
وفي ظل هذه الخلافة أصبح الإسلام هو القوة السياسية العليا في نيجيريا وتم تطبيق الشريعة في أنحاء السلطنة، وفي أواخر القرن الـ19 تدهورت أحوال خلافة صكتو، الأمر الذي سهل للمستعمر البريطاني الاستيلاء عليها في عام 1902م.
في يونيو 2004 احتفل المسلمون في نيجيريا بالذكرى الـ200 لميلاد «خلافة صكتو».